# Russkij kur'er
Il Russkij kur'er, in russo Русский курьер?, in italiano Corriere russo, è stato un quotidiano russo pubblicato a Mosca.

## Storia
Il Russkij kur'er deve la sua fondazione alla fuoriuscita di alcuni giornalisti dalla Novye Izvestija quotidiano moscovita d'opposizione al governo. Il 20 febbraio 2003 Oleg Mitvol', presidente del consiglio di amministrazione della Novye Izvestija, accusò il direttore generale Igor' Golembiovskij di appropriazione indebita dei fondi del giornale e lo licenziò. Le pubblicazioni della Novye Izvestija furono sospese. Secondo Boris Berezovskij, fondatore della Novye Izvestija, la mossa di Mitvol' ebbe un movente politico, visto che il quotidiano si opponeva al presidente Vladimir Putin.
Golembiovskij, ormai senza un impiego, decise di fondare un nuovo quotidiano più piccolo e più cauto chiamato Russkij kur'er. Al suo progetto si unirono subito diversi ed importanti redattori e giornalisti fuorusciti dalla Novye Izvestija. Nell'aprile 2005 il giornale ha temporaneamente sospeso le pubblicazioni per problemi finanziari; il direttore Golembiovskij e l'intera redazione sono stati licenziati. Il 30 maggio 2005, il quotidiano ha ripreso le pubblicazioni con una nuova redazione e sotto la redazione di Sergej Frolov. Nel dicembre 2017, il Russkij kur'er ha cessato le pubblicazioni.